# Стандартный источник света

Относительные спектральные плотности излучения (SPD) источников света CIE A, B и C от 380 нм до 780 нм.

Стандартный источник света (также: стандартный осветитель) — это теоретический источник видимого света с опубликованным спектральным распределением мощности. Стандартные источники света служат основой для сравнения изображений или цветов, записанных при разном освещении.